# Tomasz Szczapa
Prof. dr hab. n. med. i n. o zdr. Tomasz Szczapa – pediatra i neonatolog, kierownik II Kliniki Neonatologii Uniwersytetu Medycznego im. Karola Marcinkowskiego w Poznaniu, kierownik Pracowni Diagnostyki Biofizycznej i Terapii Krążeniowo-Oddechowych Noworodka. Prezes Polskiego Towarzystwa Neonatologicznego. Krajowy dyrektor kursów resuscytacji noworodka Europejskiej Rady Resuscytacji (ERC NLS), współautor europejskich wytycznych resuscytacji noworodka oraz wieloletni kierownik Grupy Roboczej ds. NLS Polskiej Rady Resuscytacji (do 2024 r.). Członek komitetu NLS Science and Education Committee Europejskiej Rady Resuscytacji i współautor europejskich wytycznych resuscytacji noworodka. W towarzystwie European Society for Pediatric Research pełnił przez dwie kadencje funkcję Officer of Education and Training będąc odpowiedzialnym za zagadnienia związane ze szkoleniami i edukacją (m.in. organizacja kursów EBN oraz udział w organizacji największych europejskich kongresów pediatrycznych i neonatologicznych jENS/EAPS, standaryzacja szkolenia specjalizacyjnego w Europie – współautor ostatniej aktualizacji ramowego programu specjalizacji UEMS dla neonatologii). Zadania edukacyjne ESPR kontynuuje obecnie jako Teaching Officer European School of Neonatology. Do 2019 roku członek Steering Group europejskiego rejestru Inhaled Nitric Oxide Registry.
Naukowo zajmuje się zagadnieniami dotyczącymi m.in. optymalizacji wsparcia oddechowego, monitorowania oraz resuscytacji noworodka w ramach międzynarodowych i krajowych projektów badawczych.